# Diego de Ribera
Diego de Ribera (h. 1630, Nueva España - h.1688, Nueva España) fue un escritor mexicano del período barroco.
Se graduó como bachiller en artes en 1674 y como bachiller en cánones en 1675. Formó parte de la Congregación de San Pedro (fundada en la Ciudad de México, en 1577). Fue administrador del hospital de San Antonio Abad en 1684 y vicario de los Remedios de 1686 a 1688). Consiguió varias capellanías, como la del Cabildo de la ciudad en 1685.
Alfonso Méndez Plancarte destaca su "aristocracia mental y verbal, refinada mesura y límpida distinción".

(Muerte de Felipe IV)

"A la más noble Ciudad 
de cuantas en su carrera 
el Sol ilumina a rayos
en cristalinas esferas;
a  México, Patria ilustre,
de cuya lealtad se cuenta
lo más que el discurso alcanza
por lo menos que ella encierra:
a las catorce de Mayo
llegó la infelice nueva
de la pérdida  más  grande
que en lamentables tragedias
en el teatro del mundo
han mirado las Estrellas, 
publicando que Filipo,
el mayor Rey de la tierra,
el Príncipe más amable,
a quien daban obediencias
las Católicas naciones
como a brazo de su Iglesia;

aquel singular Monarca
a quien dio Naturaleza

partes que en aquestos siglos 
de otro ninguno se cuentan: 
pues si del Pincel usaba,
con tantos primores era,
que en el menor rasgo suyo 
hallaba Apeles afrenta;
y si a domellar un Bruto
se ponía en la carrera, 
ninguno como Filipo
le supo tener la rienda;
quien como él solo escribla
si se ponía a lo Poeta,
dejando el romance suyo 
un concepto en cada letra; 
aquél, de cuyas piedades, 
las Naciones Extranjeras,
siendo ingratas, le debían
más que rigores, clemencias; 
aquel Muro de la Fe,
que en las batallas sangrientas 

su exaltación era siempre."
Diego de Ribera

## Obras
- Descripción de la plausible pompa y solmnidad festivo que hizo el religioso convento de San Joseph de Gracia de esta Ciudad de México... 1661.
- Amoroso canto que con reverentes afectos, continuando con devoción, escribe el bachiller don Diego de Ribera, presbítero, a la novena venida que hizo a esta nobilísima Ciudad de México la milagrosa imagen de Nuestra Señora de los Remedios..., 1663.
- Narración de la espléndida demostración con que celebró México la entrada de su virrey, el excelentíssimo señor marqués de la Mancera, s.p.i., s.l.,, 1664.
- Descripción poética de las funerales pompas que a las cenizas de la Majestad Augusta de don Filipo IV ..., 1666.
- Reverentes afectos que con acentos métricos consagra al bachiller Diego de Ribera a la reina de los ángeles María de los Remedios..., 1667.
- Poética descripción, compendio breve de la pompa plausible y festiva solemnidad que hizo el religioso convento de Nuestra Señora de Balvanera..., 1672.
- Breve relación de la plausible pompa cordial regocijo con que se celebró la dedicación del templo del ínclito mártir san Felipe de Jesús..., 1673.
- Symbólico, glorioso asunto que a los cisnes mexicanos insta a el métrico certamen, excita a la palestra armónica..., 1673 (en coautoría con Miguel Perea y Quintanilla).
- Histórica imagen de proezas, emblemático exemplar de virtudes ilustres del original Perseo..., 1673 (en coautoría con Perea y Quintanilla).
- Villancicos a san Pedro..., 1673.
- Descripción de los edificios públicos de México, 1676 (perdida).
- Defectuoso epílogo, diminuto compendio de las heroicas obras que ilustran esta nobilíssima ciudad de México..., 1671.
- Acordes rendimientos, afectos numerosos..., 1678.
- Festiva pompa con que se celebró en México el nuevo patronato del inclíto patriarca señor san José..., 1680 (perdida).
- Concentos fúnebres, métricos lamentos... (a la muerte de fray Payo Enríquez de Ribera), 1684.
- Composiciones sueltas con las que participó en los certámenes Empresa métrica (1665), Festivo aparato (1672) y Triunfo parténico (1683).

Investigadores y críticos del escritor: Octavio Paz, Beristáin, Antonio de Robles, Alfonso Méndez Plancarte, Rubén D. Medina, Araceli Eudave.